# Coleothorpa
Coleothorpa är ett släkte av skalbaggar. Coleothorpa ingår i familjen bladbaggar.
Kladogram enligt Catalogue of Life:
| Coleothorpa | \| \| Coleothorpa aenescens \| \| \| \| \| \| Coleothorpa axillaris \| \| \| \| \| \| Coleothorpa dominicana \| \| \| \| \| \| Coleothorpa mucorea \| \| \| \| \| \| Coleothorpa panochensis \| \| \| \| \| \| Coleothorpa seminuda \| \| \| \| \| \| Coleothorpa vittigera \| \| \| \| |
|             | \| \| Coleothorpa aenescens \| \| \| \| \| \| Coleothorpa axillaris \| \| \| \| \| \| Coleothorpa dominicana \| \| \| \| \| \| Coleothorpa mucorea \| \| \| \| \| \| Coleothorpa panochensis \| \| \| \| \| \| Coleothorpa seminuda \| \| \| \| \| \| Coleothorpa vittigera \| \| \| \| |
|             | Coleothorpa aenescens |
|             | |
|             | Coleothorpa axillaris |
|             | |
|             | Coleothorpa dominicana |
|             | |
|             | Coleothorpa mucorea |
|             | |
|             | Coleothorpa panochensis |
|             | |
|             | Coleothorpa seminuda |
|             | |
|             | Coleothorpa vittigera |
|             | |